# Pere Grau i Buldú
Pere Grau i Buldú (Tàrrega, 24 de novembre de 1944) és un economista i polític català.
Llicenciat en Ciències Econòmiques per la Universitat de Barcelona en 1967, és màster en Comerç Internacional per l'Escola d'Administració d'Empreses a Barcelona i assessor d'empreses en comerç exterior. Fou elegit regidor de Tàrrega per les llistes de CiU a les eleccions municipals espanyoles de 1983, càrrec que deixà el 1987. Fou escollit senador per la província de Lleida a les eleccions generals espanyoles de 1993 i ha estat vicepresident segon de la Comissió de Seguiment del Fons de Compensació Interterritorial del Senat d'Espanya. Simultàniament el 1995 fou nomenat president del consell comarcal de l'Urgell, càrrec que va ocupar fins a la seva dimissió en 2000.
Fou elegit diputat a les eleccions generals espanyoles de 2000 i 2004. Ha estat vocal suplent de la Diputació Permanent, secretari primer de la Comissió d'Afers Exteriors i portaveu de la Comissió d'Agricultura, Pesca i Alimentació del Congrés dels Diputats També ha estat delegat del departament de Treball de la Generalitat de Catalunya a Lleida el 1996-1999 i president del Consell Comarcal de l'Urgell el 1995-1999.